# Stereostratum corticioides
Stereostratum corticioides är en svampart som först beskrevs av Berk. & Broome, och fick sitt nu gällande namn av Hugo Magnusson. 1899. Stereostratum corticioides ingår i släktet Stereostratum och familjen Pucciniaceae.   Inga underarter finns listade i Catalogue of Life.